# Nova Scotia Voyageurs
Die Nova Scotia Voyageurs waren ein kanadisches Eishockeyfranchise der American Hockey League aus Halifax, Nova Scotia. Die Spielstätten der Voyageurs waren das Halifax Forum (1971–1978) und das Halifax Metro Centre (1978–1984).

## Geschichte
Die Montreal Voyageurs wurden 1971 nach Halifax, Nova Scotia, umgesiedelt, wo sie als Farmteam der Montréal Canadiens unter dem Namen Nova Scotia Voyageurs in der American Hockey League spielten. Bereits in ihrer ersten AHL-Spielzeit konnte die Mannschaft in der Saison 1971/72 den Calder Cup gewinnen – als erstes kanadisches Team überhaupt. Im folgenden Jahr zogen die Voyageurs erneut ins Finale ein, wo sie den Cincinnati Swords mit 1:4-Siegen unterlagen. In den Jahren 1976 und 1977 gewann Nova Scotia die Titel zwei und drei gegen die Hershey Bears bzw. die Rochester Americans. In den folgenden sieben Jahren scheiterten die Voyageurs jeweils spätestens in der zweiten Playoff-Runde, ehe sie 1984 nach Sherbrooke, Québec, umgesiedelt wurden, wo sie fortan als Canadiens de Sherbrooke in der AHL spielten.
Die Lücke, die in Halifax durch die Umsiedlung der Voyageurs entstand, wurde von den beiden AHL-Clubs Nova Scotia Oilers (1984–1988) und Halifax Citadels (1988–1993) gefüllt.

## Team-Rekorde

### Karriererekorde
Spiele: 371  Jim Cahoon
Tore: 103  Dan Metivier
Assists: 163  Wayne Thompson
Punkte: 251  Don Howse
Strafminuten: 1084  Dave Allison

## Bekannte ehemalige Spieler
- Guy Carbonneau
- Brian Engblom
- Rick Meagher
- Larry Robinson
- Richard Sévigny
- Brian Skrudland
- Michel Therrien
- John Van Boxmeer
- Rick Wamsley